# 카르마뇰라
카르마뇰라(이탈리아어: Carmagnola, 피에몬테어: Carmagnòla)는 이탈리아 피에몬테주의 토리노 광역시에 있는 코무네로, 토리노에서 남쪽으로 약 29km(18mi) 정도 떨어져 있으며 포강의 우안에 위치해 있다. 토양의 특성은 시간이 지남에 따라 강의 모래가 어떻게 쌓였는지를 결정했다.
카르마뇰라는 포이리노, 빌라스텔로네, 카리냐노, 롬브리아스코, 체레솔레달바, 라코니지, 솜마리바델보스코, 카라마냐피에몬테와 접해 있다.

## 지명학
카르마뇰라라는 도시의 지명은 라틴어 "(centuria)magniola"에서 유래했을 것으로 추정되며, 이는 적당한 크기의 정사각형 땅을 의미한다. 그러나 일부 학자들은 이 지명이 로마 귀족 이름인 카르미니우스(Carminius)에서 유래했을 수 있다고 주장하기도 한다.

## 역사
카르마뇰라가 처음으로 언급된 것은 11세기이다. 원래 Arduinici 왕조가 소유했던 이 땅은 살루초 후작령으로 넘어갔고, 그들은 이곳에 성을 지었다. 살루초 왕조는 곧 급속한 쇠퇴를 겪었고, 40년간 지속된 프랑스의 지배로 끝이났다. 1588년 카를로 에마누엘레 1세가 카르마뇰라를 포위하여 정복했을 때, 카르마뇰라는 사보이 가문의 영토가 되었다. 프랑스는 17세기에 프랑스와 사보이 왕조의 지지자였던 마다미스티(Madamisti)와 프린시피스티(Principisti) 간의 내전 중에 카르마뇰라를 두 번째로 점령했다. 이 기간(1637~1642)에 방어 구조물과 충돌하는 3개의 주요 구역이 파괴되었고 원래 위치에서 1.5km나 떨어진 곳에 재건되었으며, 지금도 그 자리에 있다.

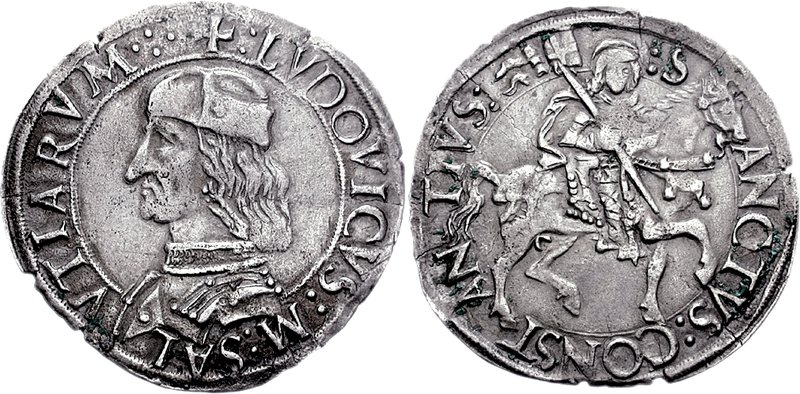
살루초 후작 루도비코 2세가 새겨진 카르마뇰라 조폐국의 카발로토 동전(1475년)

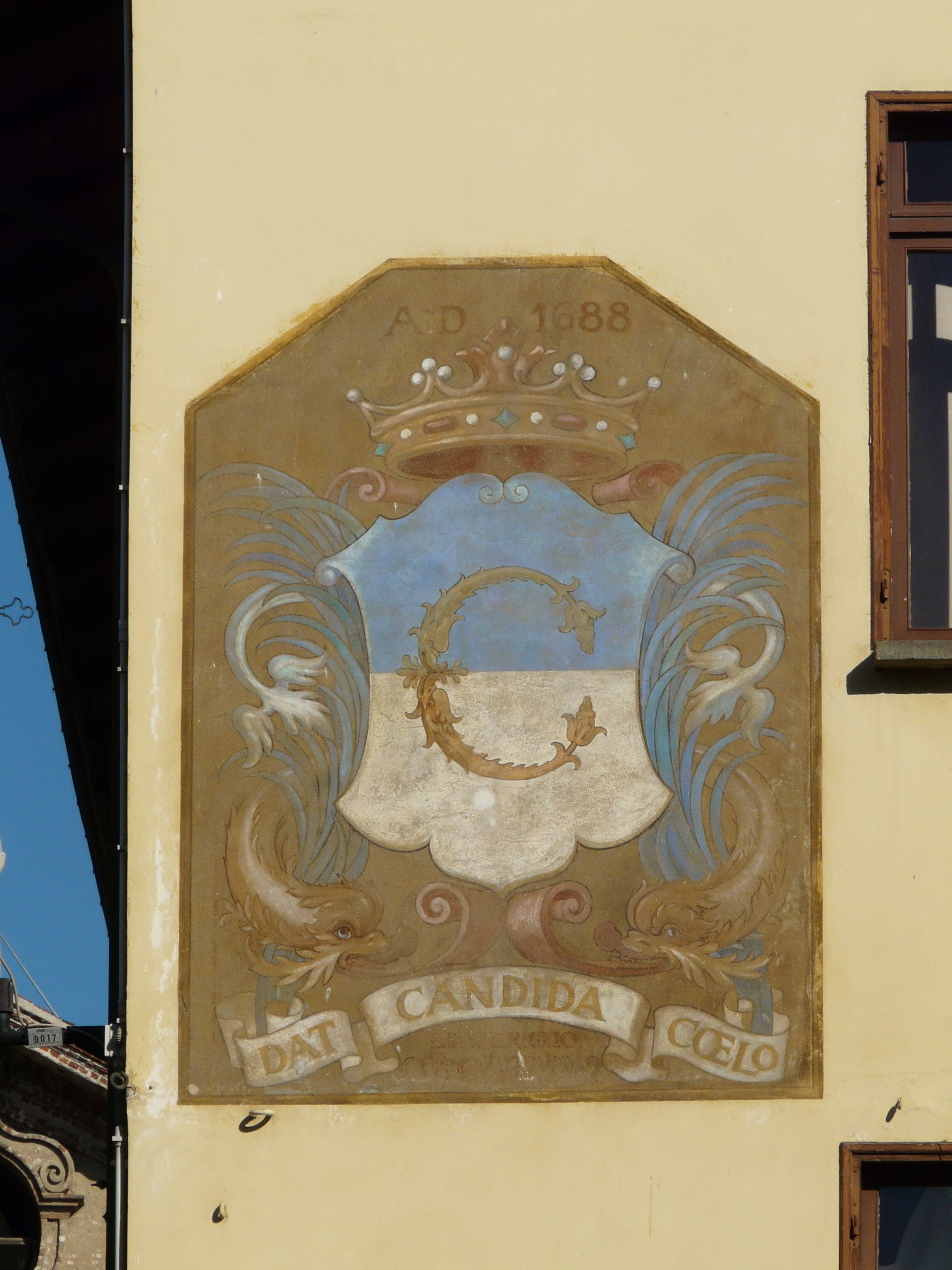
궁전 정면의 문장

1690년에 이 도시는 다시 프랑스 장군 니콜라 카티나에 의해 점령되었지만, 그로부터 1년 후 사보이의 비토리오 아마데오 2세가 이 도시를 피에몬테 영토로 다시 돌려놓았다. 방어용 건물이 파괴되고 전략적 역할의 중요성이 점차 감소하는 동안, 이 도시는 마침내 농업과 상업을 발전시킬 수 있었다. 상업은 주로 대마와 밧줄을 생산했고, 대량으로 리구리아와 프랑스 남부로 수출되었다. 카르마뇰라 지역의 농업과 상업적 특성은 제2차 세계대전 이후에도 중요하게 남아 있었으며, 이로 인해 대규모 이주와 급격한 도시 확장이 발생했다.
프랑스 혁명 동안 유명해진 프랑스 노래와 춤의 제목인 〈카르마뇰〉(La Carmagnole)이라는 명칭은 이탈리아 도시에서 간접적으로 유래한 것으로 여겨진다. 즉, 카르마뇰라 근처에 사는 피에몬테 농민들의 전통 의상은 이 도시의 이름을 따서 지어졌다. 이 농민들 중 일부가 파리로 왔을 때, 그들의 복장은 노래를 부른 노동자 계급의 전투적인 상퀼로트들이 입는 인기 있는 짧은 재킷에 영향을 미쳤다.

## 주요 명소

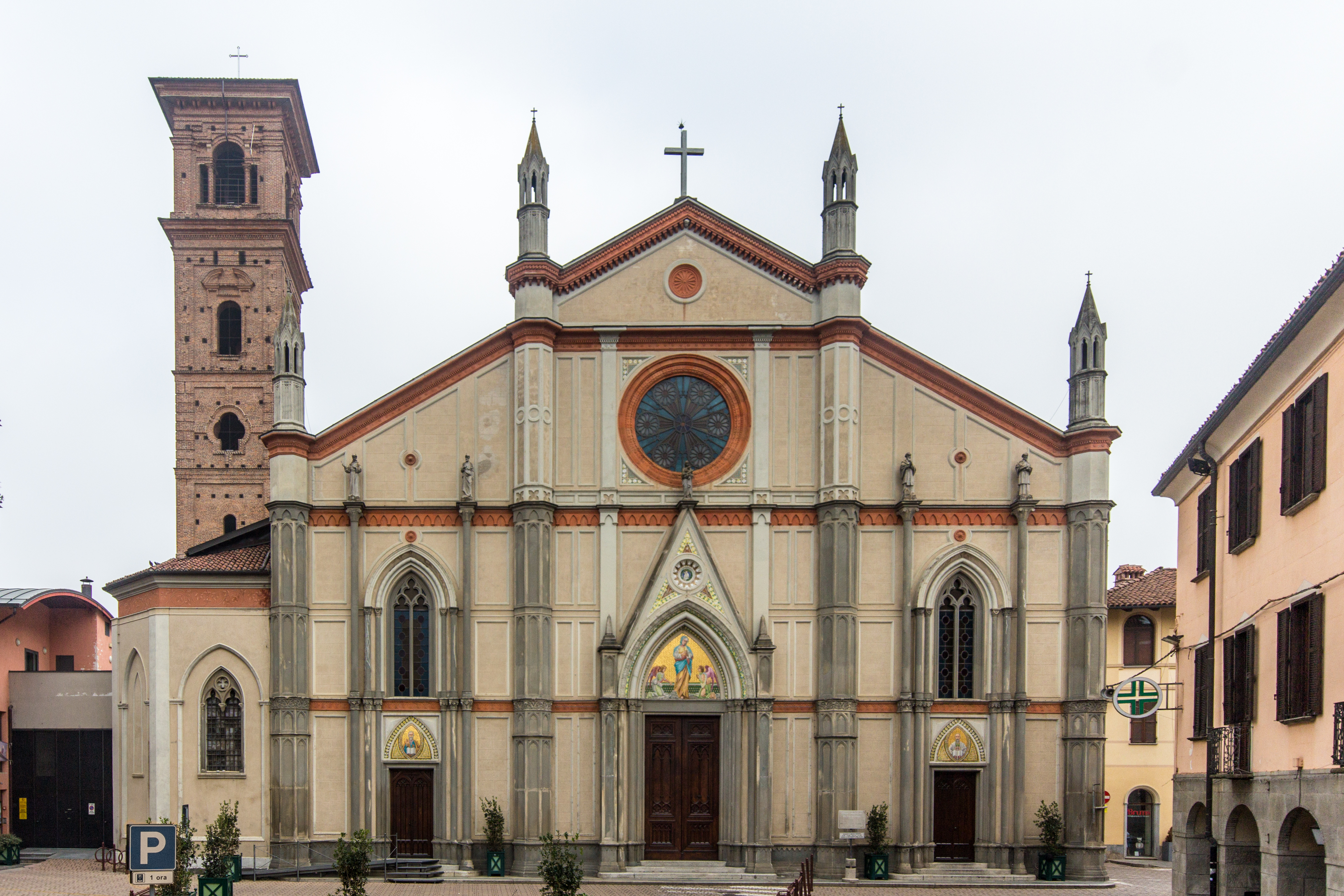
베드로와 바울 성 요한 대학 교회
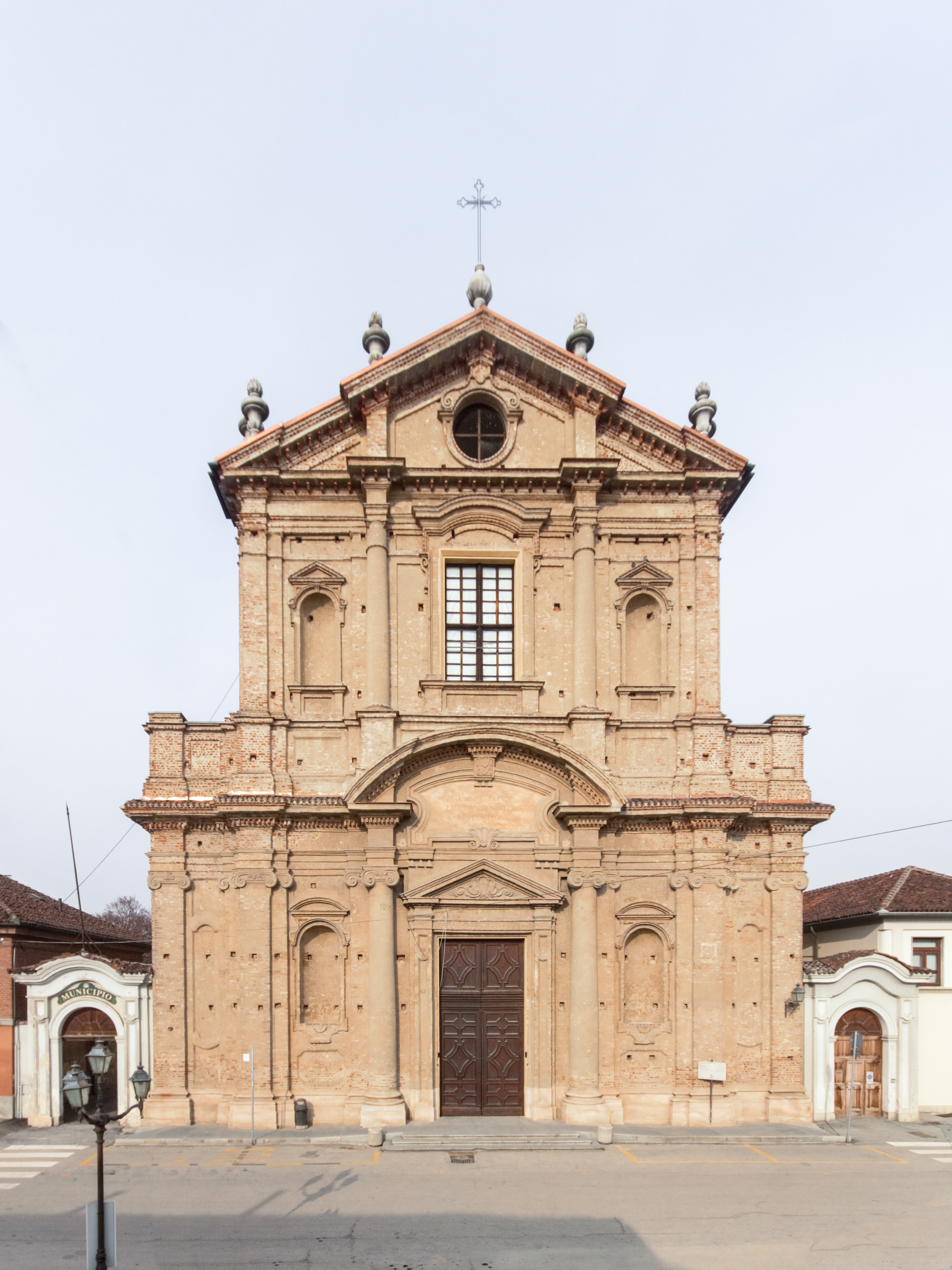
산 필리포 교회
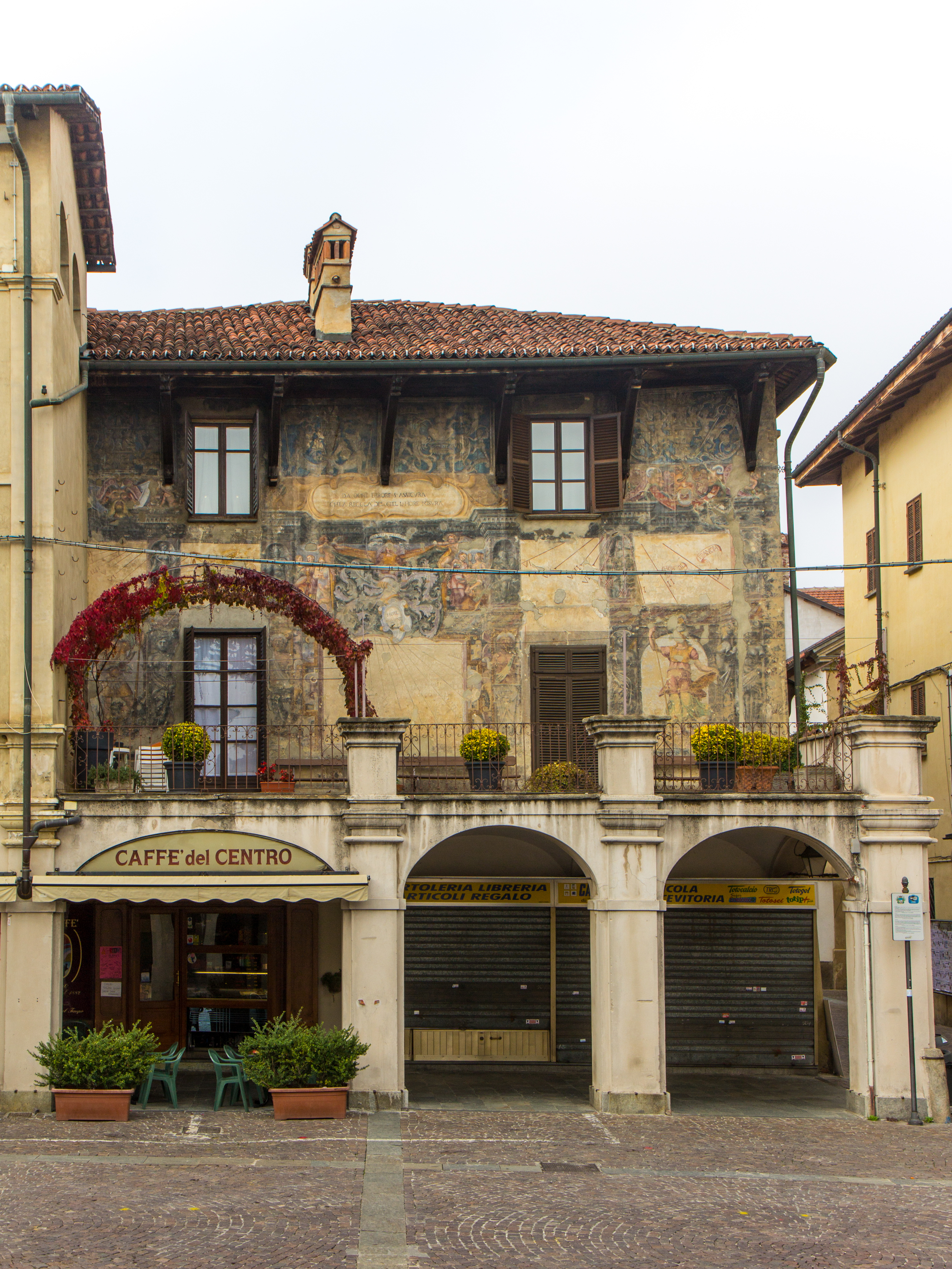
해시계의 집(Casa delle Meridiane)

- 카사노바 수도원- 12세기에 시토회 수도사들에 의해 건립되었으나 대부분은 18세기에 후기 바로크 양식으로 재건되었다.
- 로멜리니 궁전, 현대 미술관(15세기)
- 성, 현재 시청으로 사용 중(13세기)
- 베드로와 바울 성 요한 대학 교회(1492–1514)
- 카시나 비냐, 자연사 시립 박물관
- 산타고스티노 교회(1406–1437)
- 산 로코 교회(1699–1745)
- 산 필리포 교회(1715–1739)
- 눈의 성모 마리아 교회(Santa Maria della Neve), 살사시오(17세기)
- 시나고그(18세기)
- 카바사 하우스(15세기)
- 해시계의 집(Casa delle Meridiane) 또는 피아노 하우스(16세기)
- 산 로렌조 병원(1754–1856)

## 경제
현재 카르마뇰라의 경제는 산업과 야채, 곡물의 집약적 생산과 연관되어 있는데, 카르마뇰라의 토양은 곡물 재배에 특히 용이하다. 1960년대에는 자동차 제조 회사인 피아트가 주요 공장을 열면서 산업이 눈에 띄는 성장을 이루었고, 이로 인해 이탈리아 남부에서 많은 이민자들이 유입되었다. 피아트의 급속한 성장으로 인해 야금, 전자, 광학, 화학 산업, 식품 산업 분야에서도 다른 활동을 가능하게 했다. 또한 은행, 금융, 보험 부문도 잘 발달되어 있다.

## 카르마뇰라에서 태어났거나 관련된 주요 인물
- 프란체스코 부소네 다 카르마뇰라 (1380–1432), Conte di Carmagnola – 르네상스의 행운의 선장, 콘도티에로로 더 잘 알려져 있다.
- 로렌조 발레리오(1810–1865) – 정치가
- 엔리코 사롤디 (Enrico Saroldi, 1878–1954) – 조각가
- 안토니오 토르토네 – 조각가
- 굴리엘모 디아토(Guglielmo Diatto) – 19세기 디아토 산업 회사의 창립자.
- 프란체스카 마리아 루바토 (1844–1904) – 가톨릭 수녀, 루바토 모더의 카푸친 자매회 창립자
- 라파엘로 메노키오(Raffaello Menochio, 1858–1943) – 역사학자이자 엔지니어
- 안젤로 파올로 카레나(1740-1769) – 역사학자
- 자친토 카레나(Giacinto Carena, 1778–1859) – 철학자, 언어학자, 자연 주의자, 토리노 과학 아카데미 비서
- 디노 캄파나 (1888-1932) – 시인
- 페루초 발로브라 (1898-1944) – 반파시스트이자 레시스텐자
- 잔루이지 렌티니 (1969) – 전 축구 선수
- 움베르토 마스트로이안니 (1910-1998) – 조각가, 당파, 배우 마르첼로 마스트로이안니의 삼촌
- 귀도 마르티나 (1906–1991) – 만화가
- 다비데 롱고(1971) – 작가
- 파비오 트로이아노 (1974) – 배우
- 안드레아 피오레(Andrea Fiore, 1850–1914) – 주교
- 피오 마치 (1895-1942) – 축구 선수
- 귀도 마치 (1896-1969) – 축구 선수
- 조르지오 솜마칼(1961) – 만화가
- 에우세비오 카스틸리아노 (1921–1949) – 축구 선수, 위대한 토리노의 센터 하프, 수페르가 항공기 참사로 사망
- 카테리나 도미니치 (1829-1894) – 로마 가톨릭 수녀, 1975년 시복됨
- Daniela Tuninetti (1973년생), 정보 이론가